# Josef Pfeiffer (Fechter)
Josef Pfeiffer (* 1884; † unbekannt) war ein böhmischer Fechter.

## Karriere
Josef Pfeiffer nahm bei den Olympischen Sommerspielen 1912 im Florett- und Degen-Einzel teil, konnte jedoch beide Male das Finale nicht erreichen. Im Mannschaftswettkampf mit dem Degen belegte er mit dem böhmischen Team den siebten Platz und im Säbel-Mannschaftswettkampf wurde er Vierter.